# Leucotriene-B4 20-monoossigenasi
La leucotriene-B4 20-monoossigenasi è un enzima appartenente alla classe delle ossidoreduttasi, che catalizza la seguente reazione:
(6Z,8E,10E,14Z)-(5S,12R)-5,12-diidrossiicosa-6,8,10,14-tetraenoato + NADPH + H+ + O2 ⇄ (6Z,8E,10E,14Z)-(5S,12R)-5,12,20-triidrossiicosa-6,8,10,14-tetraenoato + NADP+ + H2O
L'enzima è una proteina eme-tiolata (P-450). Non è uguale alla leucotriene-E4 20-monoossigenasi (numero EC 1.14.13.34).